# 하늘에서 내리는 일억 개의 별
하늘에서 내리는 일억 개의 별(일본어: 空から降る一億の星) 은 2002년 4월 15일에서 6월 24일까지 매주 월요일 오후 9시마다 일본의 후지TV에서 방영된 텔레비전 드라마이다.

## 줄거리
여동생 유코와 함께 살고 있는 중년의 형사 도지마 칸조는 자살로 위장된 여대생 살인사건을 담당하게 된다. 형사를 그만둘까 생각하던 차에 맡게 된 사건이지만 사건을 조사할수록 점점 더 알 수 없는 불안감에 휩싸인 칸조는 이 살인사건에 집착한다. 한편 도지마 유코의 친구이자 니시하라 재벌의 외동딸인 니시하라 미와는 배 위에서 자신의 25번째 생일파티를 연다. 생일파티의 요리를 맡은 프랑스 음식점의 견습생으로 배에 오른 카타세 료는 미와와 마주치고, 미와는 이내 베일에 싸인 듯한 매력을 가진 료에게 빠져들게 된다. 유코와 료의 인연 역시 이 생일파티에서 시작된다. 유코는 처음에는 미와에게 접근하는 료를 경계하지만, 시간이 지날수록 차츰 그에게 연민을 느낀다. 칸조는 여대생 살인사건에 료와 그의 애인 미야시타 유키가 관련되어 있다는 사실을 알게 되고, 료에게서 뭔가 위험한 낌새를 느낀 칸조는 유코를 그에게서 보호하려고 한다. 그러나 결국 료와 유코는 사랑하는 사이가 되고, 료가 떠올리지 못하는 유년의 기억은 그들의 사랑을 비극으로 몰아간다.

## 등장인물과 출연진
- 카타세 료(片瀬涼, 29세) - 기무라 타쿠야(木村拓哉)

프랑스 음식점 'REVE'의 요리 견습생이다. 어릴 적에 입은 화상으로 인한 흉터가 어깨에 남아 있다. 한 번 본 것은 잊지 않는 기억력을 가지고 있지만, 어린 시절의 기억은 거의 남아 있지 않아 그 기억을 찾기 위해 애쓴다. 누구도 믿지 않고 누구도 사랑하지 않는 냉소적인 성격을 가지고 있으며, 사랑은 결국 게임과 다를 것이 없다고 생각한다. 미와의 선상 생일파티에서 미와를 만나 그녀에게 접근한다. 이야기가 진행되면서 그는 자신과 마찬가지로 화상 흉터를 가지고 있는 유코에게 점점 끌리게 된다.
- 도지마 칸조(堂島完三, 46세) - 아카시야 산마(明石家さんま)

히노데 경찰서 형사과 소속 형사이다. 아직 미혼으로, 나이 차이가 18살이나 나는 여동생 유코와 함께 살고 있다. 동생을 매우 아끼고 그녀의 행복을 최우선으로 생각한다. 예전에 자신이 쫓던 살인범을 권총으로 쏘아 죽인 과거가 있다. 분명히 정당방위였음에도 불구하고 그는 아직도 그 기억에 괴로워한다. 우동 만들기가 특기로 종종 우동을 만드는 모습을 보여준다. 형사 생활에 회의를 느껴 일을 그만두고 우동 가게라도 열까 하던 차에 여대생 살인사건을 담당하게 된다. 카타세 료에게서 위험한 낌새를 느끼고 유코를 그에게서 보호하려고 한다.
- 도지마 유코(堂島優子, 28세) - 후카츠 에리(深津絵里)

도지마 칸조의 여동생으로 '신시대전기'라는 작은 잡지사에서 일한다. 팔에 화상 흉터가 있어 항상 흉터를 가리는 것에 신경을 쓴다. 오빠인 칸조와 매우 가깝게 지내며, 성격이 밝고 당차다. 자전거를 즐겨 타고, 전자제품을 뜯었다 다시 조립하는 것이 취미이다. 예전에 니시하라 미와의 가정교사로 일한 적이 있고 그 이후로 그녀와 친구처럼 지내는 사이가 되었다. 미와의 생일파티에서 카타세 료와 처음 만나게 되고, 그 이후로 자꾸만 마주치게 되는 그에게 차츰 연민을 느낀다.
- 미야시타 유키(宮下由紀, 19세) - 시바사키 코우(柴咲コウ)

카타세 료의 애인이다. 아직 미성년자이지만 집을 나와 아이스크림 가게에서 일하며 혼자 살고 있다. 의사 집안 출신이지만 자신은 똑똑하지도 않고 성격도 어두워 가족들이 자기를 외면한다고 생각한다. 자신의 얘기를 들어 준 카타세 료를 좋아하게 되지만, 결국 그녀의 사랑은 집착이 되고 그의 마음은 점점 멀어지기만 한다. 료와 가까워 보이는 유코에게 질투를 느낀다. 사건 현장에서 찍힌 사진 때문에 살인사건의 용의자로 지목받고, 형사와 용의자로 만나게 된 도지마 칸조에게 조금씩 마음을 연다.
- 니시하라 미와(西原美羽, 25세) - 이가와 하루카(井川遥)

니시하라 그룹의 외동딸로, 말 그대로 온실 속의 화초처럼 자란 순진한 인물이다. 고등학교 때 가정교사였던 도지마 유코와 계속 가까운 관계를 유지하고 있다. 집안에서 정해둔 정혼자가 있지만 자신의 생일파티에서 만난 카타세 료에게 빠지게 된다. 그녀는 시간이 지날수록 료에게 점점 더 매달리고, 급기야는 그를 위해 범죄를 저지르는 것도 불사하게 된다.
- 스기타 코토코(杉田琴子, 43세) - 모리시타 아이코(森下愛子)

히노데 경찰서 형사과 소속 형사이다. 도지마 칸조와는 오랜 친구 사이이지만 그가 자신을 여자로 봐 줬으면 하는 생각도 없지 않다. 칸조가 과거에 입은 상처를 알기에 여대생 살인사건에 이상하리만큼 집착하는 그를 걱정한다. 미야시타 유키가 살인사건과 관계되어 있다는 의심을 놓지 않는다.
- 오사와 타카시(大沢隆, 47세) - 다야마 료세이(田山涼成)

히노데 경찰서 형사과 과장으로 도지마 칸조와 동기이다. 칸조를 눈엣가시처럼 여긴다.
- 쿠사카 케이타(日下圭太) - 야시마 노리토(八嶋智人)

'REVE'에서 도지마 유코와 선을 본 상대이다. 유코를 좋아하지만 그녀가 따로 좋아하는 사람이 있는 것을 알자 그녀를 격려해주는 성실하고 착한 인물이다.
- 카시와기 나오야(柏木直哉) - 오오스미 켄야(大澄賢也)

- 카시와기 사유리(柏木小百合) - 아오야마 마호(青山真穂)

- 무카이 유키(向井裕希) - 가네코 타카토시(金子貴俊)

- 오쿠마 케이고(大熊敬吾) - 무라타 미츠루(村田充)

- 니시하라 켄조(西原建造) - 시카우치 타카시(鹿内孝)

- 니시하라 쿄코(西原京子) - 이즈미 아키코(泉晶子)

- 카요(カヨ) - 미야우치 준코(宮内順子)

## 제작진
- 기획: 이시하라 타카시 (石原隆)
- 프로듀서: 다카이 이치로(高井一郎), 마키노 타다시(牧野正)
- 연출: 나카에 이사무(中江功), 히라노 신(平野眞)
- 각본: 기타가와 에리코(北川悦吏子)

## 사운드트랙
- 주제곡: 엘비스 코스텔로(Elvis Costello) - Smile

- 삽입곡: 사카모토 큐(坂本九) - 밤하늘의 별을 올려다 봐(見上げてごらん夜の星を)

- OST Album < 하늘에서 내리는 일억 개의 별 >
  - 아티스트: 요시마타 료(吉俣良)
  - 발매: 2002
  - 배급(한국): 엠넷미디어

| 트랙 | 곡명                   |
| ---- | ---------------------- |
| 1    | Life Space             |
| 2    | Resolver               |
| 3    | Bag Fox                |
| 4    | Drive Game             |
| 5    | Sink                   |
| 6    | Come Back To Life      |
| 7    | Breath                 |
| 8    | Affection              |
| 9    | Blue Filter            |
| 10   | Distrust               |
| 11   | Steal Up               |
| 12   | Power Tower            |
| 13   | Right-Brain            |
| 14   | Try Out                |
| 15   | Flank Speed            |
| 16   | Godsend                |
| 17   | 見上げてごらん夜の星を |
| 18   | End Title              |

## 시청률
| 회차                                                          | 방송일자        | 부제 (일본어 부제)                      | 시청률 | 비고                                |
| ------------------------------------------------------------- | --------------- | --------------------------------------- | ------ | ----------------------------------- |
| 제1화                                                         | 2002년 4월 15일 | 만남 (出逢い)                           | 25.7%  | 15분 확대 편성으로 21:00~22:09 방송 |
| 제2화                                                         | 2002년 4월 22일 | 나쁜 남자 (悪い男)                      | 23.5%  |                                     |
| 제3화                                                         | 2002년 4월 29일 | 배반 (裏切り)                           | 22.0%  |                                     |
| 제4화                                                         | 2002년 5월 6일  | 슬픈 진실 (悲しい真相)                  | 24.1%  |                                     |
| 제5화                                                         | 2002년 5월 13일 | 죽음의 입맞춤 (死の口づけ)              | 22.3%  |                                     |
| 제6화                                                         | 2002년 5월 20일 | 급전개, 살인 (急展開、殺人)             | 20.3%  |                                     |
| 제7화                                                         | 2002년 5월 27일 | 미와, 그 사랑과 죽음 (美羽、その愛と死) | 22.3%  |                                     |
| 제8화                                                         | 2002년 6월 3일  | 밝혀진 과거 (明かされた過去)            | 19.2%  |                                     |
| 제9화                                                         | 2002년 6월 10일 | 두 사람이 맺어진 밤 (二人結ばれた夜)    | 19.6%  |                                     |
| 제10화                                                        | 2002년 6월 17일 | 비극 (悲劇)                             | 18.9%  |                                     |
| 제11화                                                        | 2002년 6월 24일 | 운명 (運命)                             | 27.0%  | 30분 확대 편성으로 21:00~22:24 방송 |
| 평균시청률은 22.6%이다. (간토 지방 기준, 비디오리서치사 집계) |                 |                                         |        |                                     |

## 각 화별 줄거리
- 제1화 - 만남

히노데 경찰서의 형사 도지마 칸조는 자살로 위장된 살인사건을 맡게 된다. 한편 니시하라 그룹의 외동딸 미와는 호화로운 여객선에서 자신의 25번째 생일파티를 열고, 여기에서 요리사 견습생으로 배에 오른 카타세 료와 처음 만나게 된다. 미와의 친구인 도지마 유코 역시 선상에서 카타세 료와 마주친다. 칸조와 료는 운전하다가 서로 우연히 지나쳤을 뿐이지만 서로에게 강한 인상을 남긴다.
- 제2화 - 나쁜 남자

여동생의 결혼을 걱정하는 칸조의 닦달에 유코는 맞선을 본다. 맞선 장소인 프랑스 음식점 'REVE'에 간 그녀는 그곳에서 근무하고 있는 료를 다시 만나게 된다. 미와는 점점 더 료에게 빠져들게 되고, 집에서 정해준 정혼자인 카시와기 나오야에게 자신이 따로 좋아하는 사람이 생겼다는 것을 고백하지만 카시와기는 그 사실을 인정하려고 하지 않는다.
- 제3화 - 배반

여대생 살인사건의 수사는 진전을 보이지 않는다. 피해자의 연인이었던 오쿠마 케이고가 용의자로 의심받지만 칸조는 오쿠마가 범인이 아닐 것이라 생각한다. 한번은 쏟아졌을 비디오장의 비디오들이 이전에 찍힌 사진에서와 똑같은 순서로 다시 정리되어 있는 것이 계속 마음에 걸리기 때문이다. 미와는 부모님께 더 이상 카시와기와 만나고 싶지 않다고 얘기하지만 사업상의 이유로 그 결혼이 꼭 필요하다는 대답을 듣는다. 잡지사에서 근무하는 유코는 'REVE'를 취재하게 되고, 또 한 번 료와 맞닥뜨린다.
- 제4화 - 슬픈 진실

칸조는 여대생 살인사건의 배후에 료가 있다고 생각하게 된다. 미야시타 유키와 료가 함께 다니는 것을 보고 칸조는 유키에게 접근을 시도한다. 한편 미와는 부모님의 반대로 료와 만날 수 없게 되어 유코에게 도움을 청하지만, 결국 그녀에게는 아예 외출 금지령이 내려진다. 유키는 료와 유코의 다정해 보이는 모습에 질투를 느끼고 급기야 그녀를 칼로 찌르는 것을 시도하기에 이른다. 하지만 유코 대신 칸조가 그 칼에 찔려 부상을 입는다.
- 제5화 - 죽음의 입맞춤

칸조는 유키를 체포하지 않는 대신 그녀에게서 다시는 유코에게 해코지하지 않겠다는 약속을 받아낸다. 유키와 유코는 식사를 하며 이야기를 나누게 되는데, 유코가 료와 자신의 화상에 대한 이야기를 했다고 하자 유키는 유코가 자리를 비운 사이 끓는 냄비를 자신의 손에 쏟아 붓는다. 미와는 료에 대한 마음을 접은 척 하며 아버지 그리고 카시와기와 함께 사격장에서 시간을 보낸다.
- 제6화 - 급전개, 살인

유키는 진실을 말해주겠다며 경찰서로 칸조를 찾아오지만 코토코가 숨겨 둔 녹음기를 보고 돌아가 버린다. 칸조는 코토코에게 잘못을 묻지만, 되려 칸조에게 형사과에서 나가라는 지시가 떨어진다. 칸조는 이참에 형사 일을 그만두기로 마음먹는다. 한편 미와는 카시와기를 만난다는 핑계로 집을 나와서는 료를 만난다. 카시와기는 미와의 집으로 찾아가 그녀에게 료가 그녀를 사랑하지 않는다고 말한다. 그 말을 믿고 싶지 않은 미와는 카시와기를 총으로 쏘고 만다.
- 제7화 - 미와, 그 사랑과 죽음

미와에게서 연락을 받고 그녀의 집으로 간 료는 경찰에게 자신이 카시와기를 쏘았다고 말한다. 미와는 사건의 진상이 담긴 유서를 남기고 스스로 목숨을 끊는다. 료는 증거 불충분으로 곧 석방되고, 유코에게 자신이 기르던 새를 맡긴 후 어린 시절 자신이 지내던 고아원을 찾는다. 코토코는 유키에게 여대생 살인사건의 범인이 아니냐고 묻지만 유키는 아니라고 대답한다. 그리고 얼마 지나지 않아 유키 역시 자살을 시도한다.
- 제8화 - 밝혀진 과거

유키의 집으로 찾아간 칸조는 그녀의 목숨을 구해낸다. 그에 감동한 유키는 칸조에게 자신이 살인 사건의 범인이라고 고백하지만, 그는 유키에게 우선 회복하고 나서 사건에 대한 이야기를 하자고 말한다. 료는 자수해 달라는 칸조의 부탁을 들은 체도 하지 않는다. 칸조는 유코에게 료와 만나는 것을 그만두라고 하지만 유코는 그럴 생각이 없다고 말한다. 자신의 여동생 역시 유키처럼 위험에 처할 것이라고 생각한 칸조는 료와 유코가 만나기로 한 곳에서 료를 기다리고 있다가 그를 칼로 찌른다.
- 제9화 - 두 사람이 맺어진 밤

칸조는 료와의 일을 자수하고 경찰에 사표를 내려고 하지만 료가 신고하지 않았다는 것을 알게 된다. 유코는 칸조에게 더 이상 료를 만나지 않겠다는 약속을 한다. 료는 의사에게 자신이 자꾸 꾸는 꿈에 대한 이야기를 하고, 의사는 어렸을 때의 진료 기록을 찾아보라는 제안을 한다. 그는 자신이 어린 시절에 그렸던 그림 속의 장소를 찾아 떠난다. 기억 속의 집을 찾은 료는 어렸을 때의 기억이 조금씩 떠오르기 시작한다.
- 제10화 - 비극

료는 자신의 어린 시절의 기억을 되찾기 위해 애쓰고, 칸조는 료의 과거를 캐는 것에 매진한다. 그러나 곧 료 역시 칸조의 과거를 조사하기 시작한다. 칸조가 자신의 경찰서 책상을 뒤지고 있는 료와 맞닥뜨리자, 료는 칸조에게 총을 겨누고 자신의 아버지를 돌려놓으라고 말한다. 25년 전 칸조가 쏘았던 범인이 바로 료의 아버지였던 것이다. 칸조가 료에게 그의 아버지가 살인범이었다는 사실을 말하자 료는 혼란스러워한다. 유코는 데이트 도중에 사실 칸조와 자신이 친남매가 아니라는 것을 료에게 말한다. 그녀의 이야기를 듣는 순간, 료는 자신에게 여동생이 있었다는 사실을 기억해내게 된다.
- 제11화 - 운명

료는 유코의 앞에서 모습을 감춘다. 그는 칸조와 만나 자신과 유코가 남매라는 사실을 확인한다. 유키와 코토코에게 들은 이야기를 짜맞춘 유코는 25년 전 칸조가 죽였던 것이 료의 아버지였다는 사실을 알게 된다. 자신이 료의 여동생이라는 것을 생각지도 못한 유코는 료가 칸조에게 복수를 하기 위해 자신을 이용했다고 생각한다. 료를 찾아낸 유코는 오빠를 지키겠다는 마음에, 그리고 료에 대한 배신감에 료가 가지고 있던 총으로 그를 쏜다. 조금 후 그녀는 료의 주머니에서 료가 칸조에게 쓴 편지를 발견한다. 편지에는 이제까지의 살인 사건들이 모두 자신이 저지른 일들이었다는 내용, 유코가 자신의 동생인 것을 알았을 때 너무나 괴로웠다는 내용, 마지막으로 유코를 이렇게 키워주어서 고맙다는 내용이 담겨 있다. 그 편지는 료의 유서였다. 료는 칸조에게 복수하기 위해서가 아니라 스스로의 목숨을 끊기 위해 총을 준비해 두었던 것이다. 그녀는 이내 스스로에게 총을 쏜다. 여대생 살인사건의 범인임을 자수하겠다는 말을 하러 칸조를 찾아간 유키는 자신이 출소할 때까지 기다려 달라고, 절대 죽지 말고 있어달라고 칸조에게 부탁한다. 칸조는 료와 유코가 죽음을 맞은 호수를 다시 한 번 찾는다.

## 수상 내역
- 제33회 더텔레비전 드라마 아카데미상 (2002년)[1]
  - 최우수 작품상
  - 남우주연상 (기무라 타쿠야)
  - 여우조연상 (시바사키 코우)
  - 각본상 (기타가와 에리코)
  - 감독상 수상 (나카에 이사무, 히라노 신)
  - 극중 음악상 (요시마타 료)
  - 캐스팅상
  - 타이틀팩상